# Pachavita
Pachavita è un comune della Colombia facente parte del dipartimento di Boyacá.
Il centro abitato venne fondato da Gonzalo Jiménez de Quesada nel 1537.